# Arndt Frauenrath

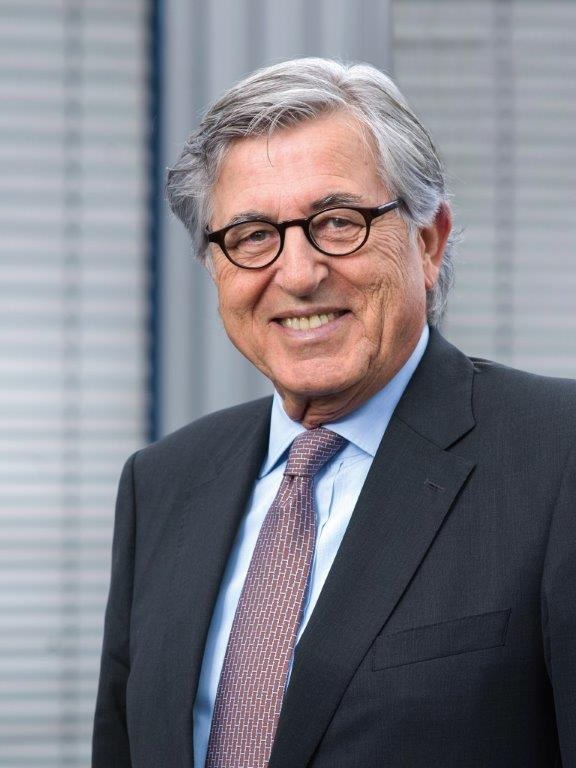
Arndt Frauenrath (2013)

Arndt Frauenrath (* 23. August 1940 in Heinsberg; † 31. März 2015 ebenda) war ein deutscher Unternehmer und von 2000 bis 2006 Präsident des Zentralverbandes Deutsches Baugewerbe (ZDB).

## Leben
Arndt Frauenrath wurde als Sohn des Bauunternehmers Gereon Frauenrath und seiner Frau Carola Frauenrath (geb. Kessel) 1940 in Heinsberg geboren.
Nach Schulbesuch und einer Lehre zum Maurer nahm Arndt Frauenrath 1959 ein Studium des Bauingenieurwesens an der Staatlichen Ingenieurschule für Bauwesen in Aachen, der heutigen Fachhochschule Aachen, auf. Nachdem er sein Examen als Diplom-Ingenieur abgelegt hatte, übernahm er 1963 im Alter von 22 Jahren das elterliche Bauunternehmen, das auf Straßen- und Wegebau spezialisiert war. Arndt Frauenrath trat an die Stelle seiner Mutter Carola Frauenrath, die das Unternehmen nach dem Tod ihres Ehemanns Gereon Frauenrath 1944 19 Jahre lang geleitet hatte.
Arndt Frauenrath baute den Straßenbaubetrieb ab Anfang der 1980er Jahre zu einem breit aufgestellten mittelständischen Bauunternehmen aus. Die Tätigkeitsfelder der Unternehmensgruppe Frauenrath reichen heute von Projektentwicklungen und schlüsselfertigem Hochbau über Verkehrswege- und Landschaftsbau bis hin zu Facility Management, Recycling und Abbruch.
Unter anderem war Arndt Frauenrath von 2000 bis 2008 Aufsichtsratsmitglied und von 2008 bis 2015 Beiratsmitglied der VHV Vereinigte Hannoversche Versicherung und von 1993 bis 2013 Aufsichtsratsmitglied der Heinsberger Volksbank AG. Von 2004 bis 2013 bekleidete er hier das Amt des Aufsichtsratsvorsitzenden.
Arndt Frauenrath war seit 1964 mit Margust Frauenrath (geb. Wirtz) verheiratet und hatte drei Kinder. Die Unternehmensgruppe Frauenrath wird heute in fünfter Generation von den beiden Söhnen Gereon und Jörg Frauenrath als geschäftsführende Gesellschafter geleitet.

## Ehrenamtliches und soziales Engagement
Über seine unternehmerische Tätigkeit hinaus bekleidete Arndt Frauenrath zahlreiche Ehrenämter. 1970 zog er für eine Legislaturperiode in den Rat der Stadt Heinsberg ein. Bei der Aktionsgemeinschaft Straße zählte er 1974 zu den Gründungsmitgliedern und hatte von 1992 bis 1999 das Amt des Vorsitzenden inne. Im Straßen- und Tiefbauverband Nordrhein-Westfalen wurde Arndt Frauenrath 1978 Vorstandsmitglied und war von 1981 bis 1987 dessen Vorstandsvorsitzender. Er war zudem von 1979 bis 2008 Obermeister der Straßenbauer-Innung Rurtal.
1983 gehörte Frauenrath zu den Gründungsmitgliedern des Verbandes der Deutschen Baustoff-Recycling-Unternehmen, der heutigen Bundesvereinigung Recycling-Baustoffe e. V. Von 1983 bis 1987 war er hier auch Mitglied im Vorstand. Darüber hinaus brachte er sich von 1987 bis 2000 als Vorstandsmitglied bei der Forschungsgesellschaft für Straßen- und Verkehrswesen e. V. ein. Bei der Bundesvereinigung zur Privatisierung öffentlicher Aufgaben zählte Arndt Frauenrath 1996 ebenfalls zu den Gründungsmitgliedern. 1987 wurde er zum Bundesvorsitzenden der Fachgruppe Straßen- und Tiefbaugewerbe im ZDB gewählt und in dieser Funktion auch Mitglied des Vorstandes des ZDB in Bonn.
Nach mehreren Jahren als Schatzmeister und Vizepräsident wählte der Baugewerbetag Arndt Frauenrath 2000 zum neuen ZDB-Präsidenten. Er folgte Fritz Eichbauer nach, der dem ZDB als Präsident fast 22 Jahre vorstand. 2006 verzichtete Arndt Frauenrath auf eine erneute Kandidatur.
Während seiner Präsidentschaft hat sich Arndt Frauenrath für bessere Rahmenbedingungen in der mittelständische Bauwirtschaft starkgemacht und trat für Kostenentlastungen für Baubetriebe ein. Sein Engagement führte beispielsweise zu den Übergangsfristen der Arbeitnehmerfreizügigkeit im Rahmen der EU-Erweiterung.
Für sein unternehmerisches und ehrenamtliches Engagement erhielt Arndt Frauenrath vielfache Auszeichnungen. 2005 wurde ihm das Handwerkszeichen in Gold, 2006 der Ehrenring des Deutschen Baugewerbes sowie 2007 das Bundesverdienstkreuz (Verdienstkreuz am Bande) verliehen. 2008 wählte der ZDB Arndt Frauenrath zum Ehrenvorstandsmitglied.
Im Jahr 2000 rief Arndt Frauenrath die Sozial- und Kulturstiftung A. Frauenrath ins Leben. Sie unterstützt vor allem hilfsbedürftige Familien in Heinsberg und widmet sich dem Umwelt-, Landschafts- und Denkmalschutz im Kreis Heinsberg.

## Ehrungen (Auswahl)
- Handwerkszeichen in Gold (2005)
- Ehrenring des Deutschen Baugewerbes (2006)
- Bundesverdienstkreuz am Bande (2007)